# バンデハパイサ

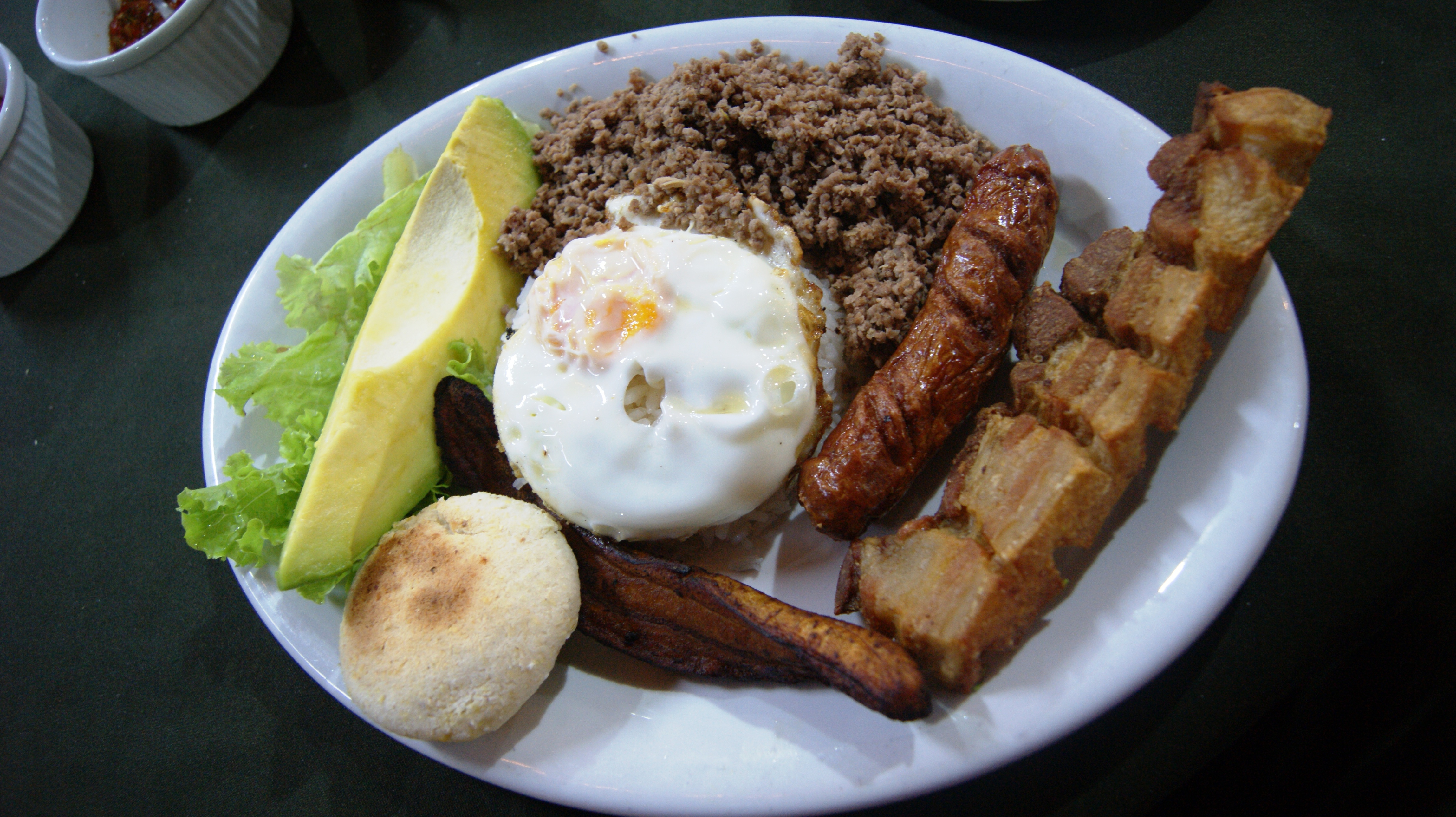
メデジンのレストランで提供されているバンデハパイサの例

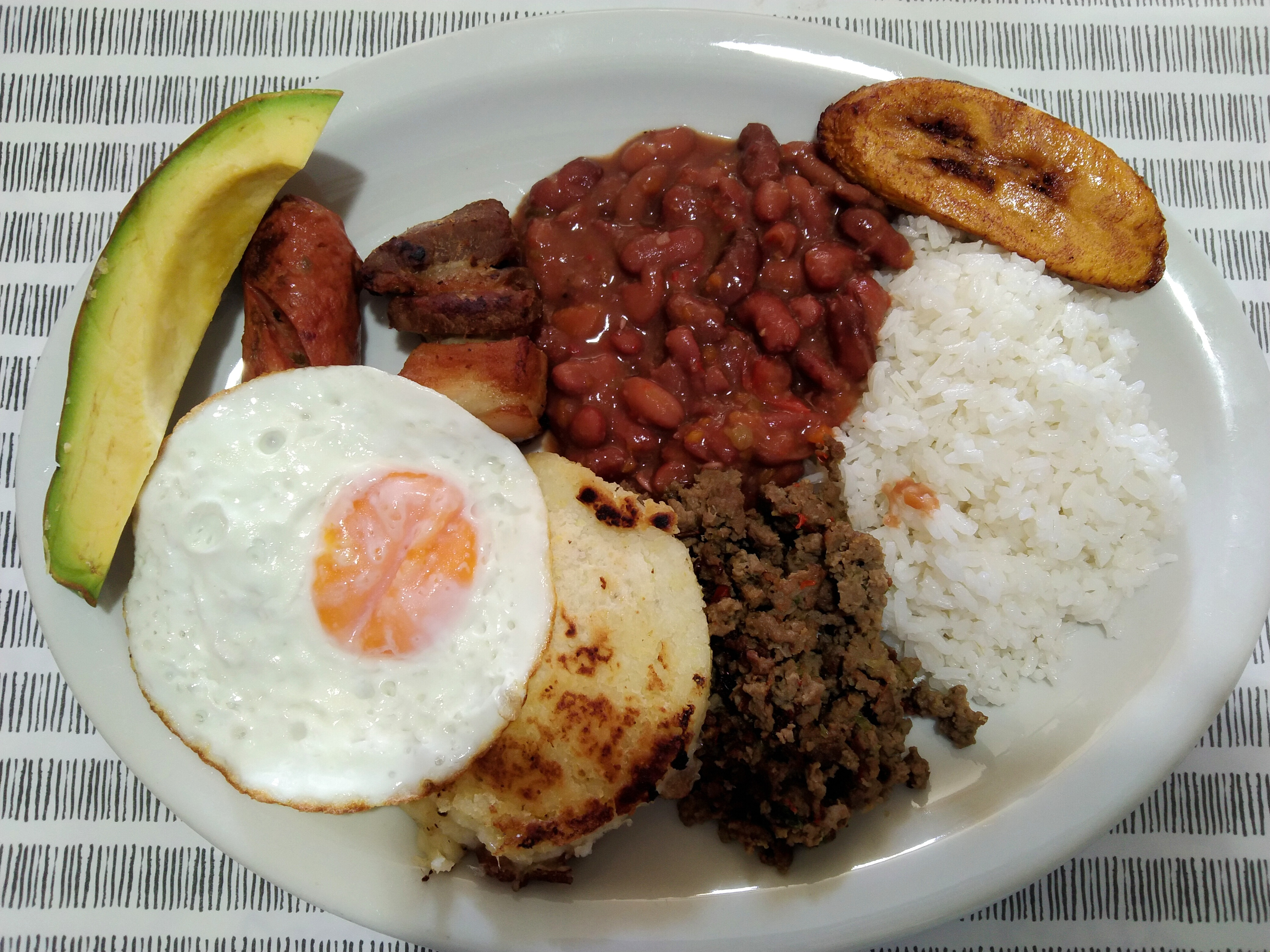
バンデハパイサの例（白米、チチャロン、目玉焼き、揚げバナナ、チョリソ、アレパ、小豆、アボカド、牛ひき肉）

バンデハパイサ、バンデハ・パイサ（スペイン語: Bandeja paisa）は伝統的なコロンビア料理の1つ。コロンビアでは全国的に人気の高い料理の1つであり、国民食である。
コロンビア北西部のアンティオキア県県都メデジンを発祥とする料理であるが、コロンビア政府のプロモーションもあり、コロンビア料理の代表格として世界に知られるようになった。
「バンデハ」は「トレイ」を意味し、「パイサ」は「アンティオキア県人」の意味である。
米、豆、グリルした肉、揚げた調理用バナナ、アボカド、アレパ(トウモロコシの薄焼きパン)などを用いたボリュームのある料理であり、ビールと共に出されることも多い。
上述の食材以外にもチチャロン（豚の皮を揚げた料理）、ソーセージ、ひき肉、目玉焼きなども使用され、味付けされた白米と共に1つの皿に盛りつける。日本では「コロンビア版スタミナ丼」と説明されることもある。